# Lake Hanlon
Der Lake Hanlon ist ein See im Buller District der Region West Coast auf der Südinsel von Neuseeland.

## Geographie
Der Lake Hanlon befindet sich rund 5 km nördlich der Radiant Range und rund 5,2 km südöstlich der Mündung des Little Wanganui River in die Tasmansee. Der See, der Form eines gewundenen fliegenden Fisches gleich, liegt mit seiner Ausdehnung von 12,4 Hektar auf einer Höhe von rund 70 m, in Minimum rund 100 m westlich des nach Norden, bis nach Karamea führenden New Zealand State Highway 67, der hier Karamea Highway genannt wird. Die Länge des Sees beträgt rund 1,096 km in einer groben Süd- über Nordnordost- nach Nordwest-Ausrichtung. An seiner breitesten Stelle misst der See rund 345 m in Südwest-Nordost-Richtung und seine Uferlinie bemisst sich auf eine Länge von rund 2,88 km.
Während der Lake Hanlon durch zwei kleine Bäche gespeist wird, ist ein Abfluss des Sees nicht erkennbar.

## Wanderweg
Vom State Highway 67 aus führt ein kleiner, rund 750 m langer Wanderweg, Lake Hanlon Track genannt, direkt zum See. Die Wanderzeit wird mit 15 min veranschlagt.

## Lake Hanlon Amenity Area
Ein ca. 180 Hektar großes Gebiet um den See herum wurde 1998 zum Lake Hanlon Amenity Area ernannt und zum Erholungsgebiet erklärt.